# Manuel Ribeiro Bessa de Holanda Cavalcanti
Manuel Ribeiro Bessa de Holanda Cavalcanti (Fazenda Juazeiro, Tabuleiro do Norte, Ceará, 1767 — 16 de outubro de 1839) foi um padre e político brasileiro.
Era filho do Capitão Antônio Ribeiro Bessa de Holanda Cavalcanti e Joana Sebastiana da Rocha Pita. Seu pai era capitão do exército português, nascido na Fazenda Juazeiro na atual cidade de Tabuleiro do Norte. 
Desde cedo dedicou-se à vida eclesiástica. Foi vigário da Freguesia de São Gonçalo da Terra dos Cocos (atual região de Ipueiras e cidades vizinhas), vigário coadjutor de Messejana e vigário de Quixeramobim. 
Foi eleito deputado constituinte do Ceará para a primeira Assembleia organizada na capital, Rio de Janeiro. Essa Assembleia foi posteriormente dissolvida pelo Imperador D. Pedro I. 
Holanda Cavalcanti foi mencionado como filho ilustre da Província do Ceará no "Dicionário Bibliográfico Cearense", de autoria do Barão de Studart.
Segundo Lauro de Oliveira Lima, o Padre Holanda Cavalcante era muito rico e teve filhos. Tinha perfil conservador e doou 200 mil réis ao Governo em 1821. Fiel ao governo, posicionou-se contra a Revolta da Confederação do Equador em 1824.
Após a criação das Assembleias Legislativas com o Ato Adicional de 1834, o Padre Holanda Cavalcanti foi candidato a deputado provincial, mas foi derrotado. Concorreram 283 candidatos, sendo destes 40 padres. E apenas dez foram eleitos na apuração realizada em 02 de fevereiro de 1835.
Seus familiares continuaram exercendo forte influência política durante o Império, especialmente por meio de seu primo, Joaquim Ribeiro Bessa e os filhos deste que foram deputados provinciais do Ceará diversas vezes (Inácio e Francisco Ribeiro Bessa).